# Dark Spy
Dark Spy – Musik + Lifestylemagazin war eine Oberhausener Musik- und Kulturzeitschrift der Schwarzen Szene mit einem besonderen Schwerpunkt auf den Bereich der Fetischmode. Das Magazin erschien zweimonatlich im Verlag der Verlags- und Medienagentur ARCANO und im Vertrieb der VU Verlagsunion, einer Tochtergesellschaft der Bauer Media Group. Die Zeitschrift war mit einer Auflage von 15.000 Exemplaren vorwiegend in Deutschland erhältlich, wurde jedoch ebenfalls in Österreich, der Schweiz, Dänemark, Polen sowie in den Beneluxstaaten vertrieben.

## Geschichte
Das Dark Spy wurde im Sommer 2003 mit dem Untertitel The Bizarre Underground Magazine erstveröffentlicht. Die ersten Ausgaben der Zeitschrift erschienen quartalsweise als schwarz-weißes A4-Fanzine mit einem Umfang von 36 Seiten. Im Jahr 2005 wurde die Seitenstärke auf 52 erhöht. Seither lag jeder Ausgabe eine Multimedia-CD bei, die sowohl Musik der Schwarzen Szene, als auch Künstlerpräsentationen, meist aus dem Bereich der Fetischfotografie beinhaltete. Im Jahr 2006 steigerte das Dark Spy erstmals die Auflage. Im darauf folgenden Jahr begann das Magazin, mit der 15. Ausgabe, die Vertriebskooperation mit der VU Verlagsunion. Das Magazin veränderte unterdessen die Vertriebsfrequenz auf eine zweimonatliche Ausgabe und das Design des Heftes hin zu einem ästhetisierten Hochglanzmagazin mit 60 Seiten, die zuerst noch im Farb- und Schwarz-Weißdruck, später dann in einem durchgehenden Vierfarbdruck gestaltet wurden. Mit der Sommerausgabe des Jahres 2007 wurde die Seitenstärke auf fortan 68 erhöht.

## Inhalt
Das Magazin enthielt überwiegend Interviews, Club- und Konzertberichten sowie Kurzportraits und Rezensionen zur Musik der Schwarzen Szene sowie zu Künstlern aus dem Bereich der Fetischfotografie. Der musikalische Schwerpunkt des Magazins lag auf Interpreten des Metal und der technoiden Musikformen der in der Szene rezipierten Musik. Dabei wurden Interviews mit renommierten Musikgruppen der Szene wie Eisbrecher, Lacrimosa, Marilyn Manson, Within Temptation oder Rammstein  abgedruckt. Des Weiteren fanden sich musikferne Themen, wie Geschichtsabhandlungen zum Ersten Weltkrieg oder dem Mittelalter, Modedarstellungen zum Beispiel zum Steampunk oder Alltagsmystik wie zum Vampirismus im Magazin.

## Gestaltung
Anders als die meisten Musikmagazine der Szene wurden auf dem Cover des Magazins keine Musiker dargestellt, sondern überwiegend Fetischmodels. Als Ergänzung wurden häufig Doppel-Cover-Ausgaben herausgegeben, welche mit Covergestaltungen auf Vorder- und Rückseite produziert wurden. Bei dieser Variante wurde neben dem Cover mit einem Fetischmodel ein Cover mit einem Band- oder Künstlerfoto versehen. Für die Fetischcoverbilder wurden meist Fotografien von den im Magazin präsentierten Künstlern genutzt. Hinzukommend schrieb das Magazin einen jährlichen Wettbewerb aus, zu welchem sich potentielle Covermodelle für die Sommerausgabe des jeweiligen Jahres bewerben konnten. Ebenso gestaltete das Magazin einen jährlichen Fetischkalender.